# Arrondissement Sainte-Menehould
Sainte-Menehould is een voormalig arrondissement van het Franse departement Marne in de regio Grand Est. De onderprefectuur was Sainte-Menehould.
Het werd opgeheven bij decreet van 29 maart 2017. Al zijn gemeenten werden overgeheveld naar het arrondissement Châlons-en-Champagne.

## Kantons
Het arrondissement was samengesteld uit de volgende kantons:
- Kanton Givry-en-Argonne
- Kanton Sainte-Menehould
- Kanton Ville-sur-Tourbe